# Gad (proroc)
Gad (în ebraică גָּד‎) a fost un proroc din Vechiul Testament și din scrierile autorului roman de origine evreică Iosephus Flavius, care a fost activ pe vremea  regelui David. Gad a fost menționat în Cartea întâi a lui Samuel și în Cartea I a Cronicilor. Se crede că mormântul său se află în Halhul, în Cisiordania.